# Tissot Arena
Tissot Arena es el nombre de una pista de hielo con un campo lateral, un estadio de fútbol, una sala de curling y cuatro campos deportivos al aire libre en la ciudad Suiza de Biena, Cantón de Berna.

## Edificio
La ceremonia de inauguración tuvo lugar el 20 de diciembre de 2012 y la empresa constructora entregó las instalaciones a finales de julio de 2015. Los estadios sustituyen al estadio de hielo de Biena, construido en 1973, y al estadio de fútbol Stadion Gurzelen, que tiene más de un siglo de antigüedad.
Los principales usuarios del complejo deportivo son el club de fútbol FC Biel-Bienne y el club de hockey sobre hielo EHC Biel. Hasta febrero de 2015, el complejo deportivo multifuncional se llamaba Stades de Bienne. El fabricante de relojes suizo Tissot, parte del Grupo Swatch, firmó con la ciudad de Biena y los clubes deportivos un contrato de diez años con opción de prórroga y adquirió los derechos del nombre.
A finales de julio de 2015, HRS Real Estate AG entregó el complejo, finalizado como proyecto de APP, a la ciudad y, por tanto, a los clubes. El partido inaugural oficial del estadio de fútbol tuvo lugar el 8 de agosto de 2015. El partido de la Challenge League entre el FC Biel-Bienne y el FC Wil (0-0) fue visto por 4.754 espectadores. El estadio de hielo se inauguró con un partido preparatorio el 21 de agosto de 2015, en el que el EHC Biel perdió ante el Dornbirner EC por 2-3. La ceremonia oficial de inauguración tuvo lugar del 24 al 26 de septiembre de 2015.

## Complejo
Se construyeron las siguientes instalaciones deportivas.
- una pista de hielo para 6.562 espectadores según los criterios de la NLA
- un estadio de fútbol y un campo adicional de entrenamiento de fútbol con capacidad para 5200 espectadores. Cumple con los criterios de elegibilidad de la Challenge League. Además, se realizaron inversiones mínimas que permitirán una posterior ampliación a 10.000 plazas y la aprobación de la Superliga.
- cuatro campos deportivos al aire libre (tres de ellos de césped artificial) con un edificio de guardarropas independiente que incluye salas laterales y restaurantes
- una superficie de hielo cubierta adicional con vistas panorámicas de acuerdo con las directrices de la liga, homologada para juegos hasta el nivel 1. Liga / Elite
- una sala de curling con seis pistas

Además de las instalaciones deportivas, se construyeron varios restaurantes y una plaza cubierta multifuncional (la Place Publique) de unos 4.200 m².

## Remodelación

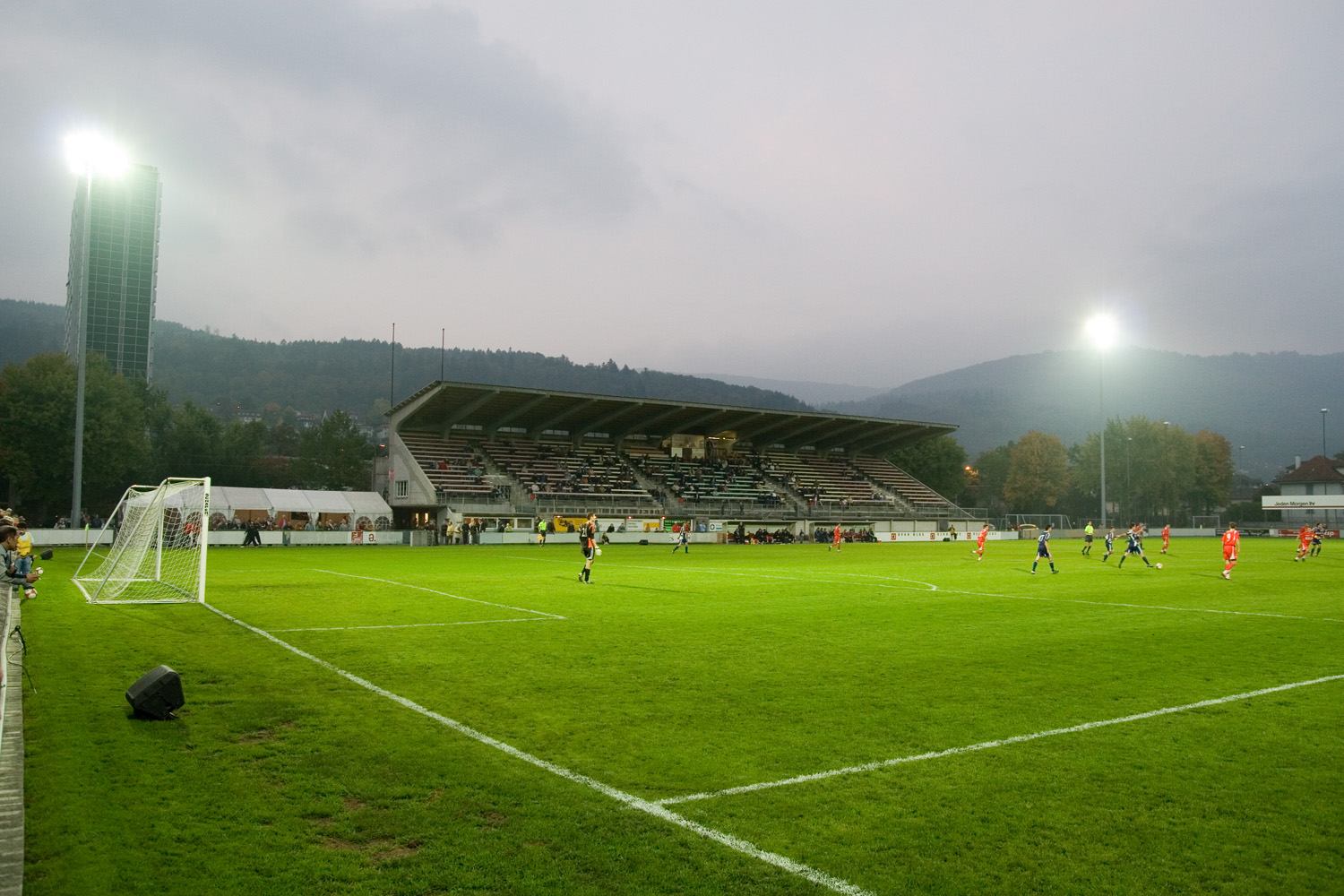
Stadion Gurzelen

Los viejos sistemas tuvieron que ser reemplazados porque ya no cumplían con los requisitos. Qué significa esto específicamente para Gurzelen:
- el antiguo stand de Gurzelen estaba en peligro de derrumbarse (construcción antigua, cobertura insuficiente de las barras de refuerzo en el hormigón)
- las instalaciones sanitarias estaban totalmente anticuadas
- la ubicación era desfavorable (en medio de una zona residencial)

en la pista de hielo:
- Ya en 1992, las investigaciones demostraron que era más barato construir un estadio nuevo que renovar el antiguo.
- El techo tuvo que ser asegurado con redes en 2006 porque pedazos del techo cayeron al campo de juego.
- Las instalaciones sanitarias estaban en mal estado y eran muy escasas (el árbitro utilizó el mismo baño que los aficionados del EHC Biel)
- Al igual que el estadio de fútbol, el estadio está ubicado en una zona residencial.

Por lo tanto, la renovación de los antiguos estadios estaba fuera de discusión.

## Financiación
Se celebró una Alianza público-privada (APP) para cubrir los costes de 77 millones de francos. También hubo costes internos del proyecto por valor de 1,7 millones de francos. Los costes fueron los siguientes: 69,6 millones de francos para la construcción de los nuevos estadios y 9,1 millones de francos para la construcción de tres campos deportivos al aire libre (incluido el desmantelamiento de la actual pista de hielo artificial y de la sala de curling).
Estos costos fueron sufragados de la siguiente manera:
- 25% de subvenciones del cantón, lo que supone unos 12,0 millones de francos.
- el terreno fue cedido por 42,74 millones de francos
- la venta del barrio de Gurzelen (antiguo estadio de fútbol) por unos 10,0 millones de francos
- la venta del terreno a Rolex costó 14,4 millones de francos

Esto significaba que los costes podían cubrirse en su totalidad.
A pesar de la infraestructura significativamente mejorada, los costos operativos no aumentarán significativamente. Al calcular los costes se partió del supuesto de que el FC Biel-Bienne permanecería en la primera división (el FCB ascendió a la Challenge League en 2008) y que el EHC Biel permanecería en la liga nacional B (el EHCB ascendió a la liga nacional A en 2008). .
Gracias a la multifuncionalidad de los estadios, también se esperan ingresos procedentes de eventos (conciertos, eventos corporativos), restauración y uso de manteles, así como un aumento del alquiler del hielo mediante una mejor infraestructura y una mejora de la infraestructura VIP.

## Terreno
El terreno necesario para la construcción de las instalaciones deportivas se entregó durante 99 años a un inversor privado y empresa de construcción total, que construyó todo el complejo de edificios y, una vez finalizado, lo entregó a la ciudad de Biena. Desde entonces, el socio ha tenido la oportunidad de construir tiendas especializadas y otros servicios debajo de los estadios como parte del llamado uso exterior.

## La empresa
La empresa en su totalidad fue elegida por un jurado profesionalmente calificado; Tras la presentación de solicitudes de un total de cuatro empresas, se adjudicó el contrato a HRS Real Estate AG (antes HRS Hauser Rutishauser Suter AG). HRS ya había implementado varios proyectos importantes, entre ellos el Stade de la Maladière en Neuchâtel, la sede de la FIFA en Zurich y el AFG Arena en St. Gallen.